# گابریل بوسانلو
گابریل بوسانلو (انگلیسی: Gabriel Busanello؛ زادهٔ ۲۹ اکتبر ۱۹۹۸) بازیکن فوتبال اهل برزیل است.
از باشگاه‌هایی که در آن بازی کرده‌است می‌توان به باشگاه فوتبال شاپه‌کوئنزه اشاره کرد.